# أسطورة سبع رقود (نقاوس)

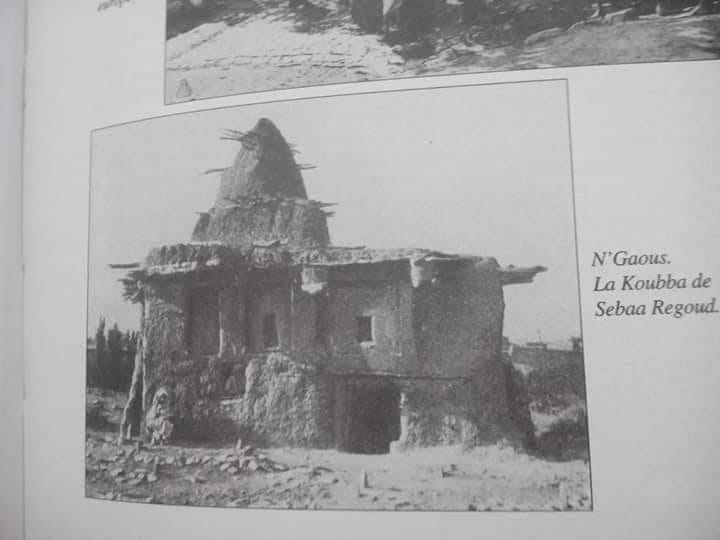
نقاوس مسجد سبعة رقود

أسطورة سبع رقود هي أسطورة ميثولوجية بمنطقة الأوراس حيث يتواجد بالمنطقة مسجدان يتقاسمان نفس الاسم "سبع رقود" ومعناها النائمون السبعة هاته التسمية مستوحاة من قصة أهل الكهف وهي شائعة في عدة مناطق بالجزائر وتونس مثل أسطورة سبع رقود بمنطقة شنيني.

## محتوى الأسطورة
يقول عبد المالك بورزام الباحث في تاريخ المنطقة ومؤلف كتاب "عذراء الأوراس والجلاّد" الذي تناول سيرة الطبيبة الشهيدة مريم بوعتورة ابنة نقاوس وواحدة من أيقونات الثورة ": "نقل الرحالة موريس فيرود قصة شهيرة عن سكان المنطقة، فقبل خمسة قرون شاعت أسطورة اختفاء سبعة شبان من العباد الصالحين الذين لم يُعثر لهم  على أثر حتى جاء ولي صالح يدعى قاسم وقد رأى أن سكانًا كانوا يرمون القمامة في تلة منخفضة فزجرهم عن ذلك طالبًا منهم بأن ينظفوا المكان لأنه كان مدفنًا للشبان الصالحين المختفين و الذين وجدت أضرحتهم تحت التراب بوجوهٍ مسندة إلى الشرق ثم آمرهم أن يجمعوهم في توابيت و أن يتخذوا عليهم مسجدًا لذا سمي مسجد سبع رقود تيمّنًا بأثرهم الصالح و تخليدً لملحمتهم الإيمانية".
تأسس مسجد "سبع رقود" قبل أربعمائة عام وهو واحد من أقدم ثلاثة مساجد قائمة بولاية باتنة وقد جُعل مكانًا للتعبد والصلاة ونشر تعاليم الدين والصلح بين الناس. وأما الشيخ سيدي قاسم فاكتسب هالة روحية كبيرة، جعلت سكان المنطقة يحفظون أفضاله بعدما وافته المنية العام 1623 ميلادية.
ووفقًا لما تنقله المرويات فإن الرحالة لويس فيرود الذي عمل مترجمًا للجيش الفرنسي قد عثر عام 1857 على نقيشة أسكفية بنية اللون بمسجد تشير إلى أن سيدي قاسم بن لحسن هو من ابتنى المسجد الذي بقي بحوزة عائلة لحسانة منذ تلك الفترة إلى يوم الناس هذا.